# 貝吹美弥子
貝吹 美弥子（かいふく みやこ、1975年（昭和50年）9月20日 - ）は、日本の女性モデルである。当初はレースクイーンやコンパニオンとして活動していた。

## 略歴
1975年（昭和50年）、愛知県出身。
2002年（平成14年）に　『ロデオ・ドライブ（Rodeo Drive）』、2003年（平成15年）にJGTC 『ウエッズスポーツ（Weds Sport Racing Team）』において、また2004年（平成16年）には フォーミュラ日本 Speed of Japan 『スピードガール（Speed Girl）』としてレースクイーンを務めた。
所属芸能事務所・モデル事務所は、フェイスネットワーク、有限会社プロデュースワン（東京都新宿区）を経て、株式会社ブルジョアキャット（同目黒区）である。

## 人物
趣味は、スキー、料理、足つぼマッサージと犬の散歩、好きな色は白と黒である。性格は楽観的かつワガママであり、食べ物は肉を好む。また、バイクの中型免許を取得している。

## 出演

### CM
- ソニー携帯電話[1]
- OBC『勘定奉行』[1]

### ゲーム
- おとなのギャル雀〜きみにハネ満!〜（2003年、ジャレコ）

## 書籍

### デジタル写真集
- Race Queen in the dark vol.1 貝吹美弥子（エディトリアル・クリッパー）